# Крик камня
«Крик камня» (нем. Cerro Torre: Schrei aus Stein) — фильм режиссёра Вернера Херцога, в котором повествуется о восхождении на не покорённый ещё никем пик Серро-Торре в национальном парке Лос-Гласьярес (Чили). Как и многие другие фильмы режиссёра, «Крик камня» снимался в сложных естественных условиях, в непогоду, близко к вершине этого живописного гранитного пика.
Смысл немецкого названия можно передать точнее: «Серро Торре: крик, застывший в виде камня».
Одного из главных героев сыграл Стефан Гловач — известный альпинист и скалолаз. Идею самого фильма подал Вернеру Херцогу известный итальянский альпинист Райнхольд Месснер.

## Сюжет
В центре повествования — два альпиниста (Витторио Меццоджорно и Стефан Гловач). Оба стараются добиться благосклонности одной и той же женщины (Матильда Май). Кроме того, каждый мечтает первым покорить коварную ледяную гору Серро Торре на границе Аргентины и Чили. По сюжету никто из известных альпинистов не может туда взобраться. В финале фильма оба главных героя наперегонки карабкаются к вершине с противоположных сторон, при этом один погибает, а второй обнаруживает, что вершина уже покорена до него. Трагикомизм ситуации состоит в том, что рекорд принадлежит полоумному бродяге, которого все знали, но никто не воспринимал всерьёз. Тут вскрывается философская подоплёка истории. Оба не смогли сохранить любовь, потому что она не была для них главной ценностью, как следствие — гора не дала им того, к чему они стремились. Вершина покорилась тому, кто не раздумывая отдал за любовь всё, что имел. Бродяга по прозвищу «Беспалый» (Брэд Дуриф) — Дон Кихот, победивший ветряную мельницу.
Характерная черта фильмов Вернера Херцога — головокружительные пейзажи. Природа является важным действующим лицом всех событий. Могучая стихия — своего рода третейский судья или Бог, наблюдающий за людьми сверху и вносящий свои коррективы.

## В ролях
- Витторио Меццоджорно — Рочча
- Дональд Сазерленд — Иван
- Матильда Май — Катарина
- Стефан Гловач[англ.] — Мартин
- Брэд Дуриф — беспалый
- Эл Ваксман — Стивен
- Гунилла Карлзен — Карла

## Реакция
Хотя «Крик камня» и получил премии «Золотые Озеллы» и «Пазинетти» за лучшую актёрскую работу (Витторио Меццоджорно) на МКФ в Венеции, Херцог остался недоволен сценарием (который на этот раз был написан не им самим) и впоследствии заявлял, что не считает этой фильм «своим».